# Александровское (Котельничский район)
Алекса́ндровское — село в Котельничском районе Кировской области, административный центр Александровского сельского поселения.

## География
Располагается на расстоянии примерно 18 км по прямой на восток-юго-восток от райцентра города Котельнич.

## История
Известно с 1856 года, когда здесь была построена деревянная Александроневская церковь (с 1878 каменная). В 1873 году здесь было отмечено дворов 4 и жителей 22, в 1905 8 и 24, в 1926 11 и 33, в 1950 30 и 78, в 1989 проживал 471 человек.

## Население
Постоянное население  составляло 419 человек (русские 97%) в 2002 году, 325 в 2010.